# Felice Piccolo
Felice Piccolo (Pomigliano d'Arco, 27 agosto 1983) è un ex calciatore italiano, di ruolo difensore.

## Carriera

### Club
Inizia a giocare a calcio nel Rapid Pomigliano, squadra della sua città, fino alla categoria Esordienti. Lascia la Campania subito dopo aver completato le scuole medie.
Viene rilevato dalla Juventus, dove cresce con la squadra Primavera; viene aggregato saltuariamente alla prima squadra e mette a referto una presenza, la prima da professionista, nella Coppa Italia 2001-2002. Nella stagione 2002-2003 viene ceduto con la formula del prestito alla Lucchese, squadra di Serie C1 dove, alla sua prima stagione effettiva tra i professionisti, è autore di un buon campionato sul piano personale, contribuendo alla salvezza della squadra toscana: totalizza 24 presenze più una in Coppa Italia, realizzando anche una rete.
Nel 2003-2004 la Juventus lo presta al Como, in Serie B, con cui totalizza 35 presenze. Nel 2004-2005 approda in compartecipazione alla Reggina, dove esordisce in Serie A; tuttavia viene impiegato in poche occasioni, e chiude il campionato totalizzando solo 8 presenze in campionato e 2 in Coppa Italia. Nel 2005-2006 viene invece notato dalla Lazio, che spinge per acquistarlo; la Juventus però sceglie di cederlo solo con la formula del prestito, sicché Piccolo riesce a trovare spazio in maglia capitolina in due sole partite di campionato.
Risolta la comproprietà con la Reggina durante l'estate 2006, nella stagione 2006-2007 è parte integrante di una Juventus che, per effetto di Calciopoli, è stata declassata d'ufficio in Serie B con conseguente rivoluzionamento della rosa. Anche a causa dei frequenti infortuni dei difensori titolari, in quest'annata Piccolo riesce a trovare più spazio: il suo esordio avviene contro l'Arezzo, mentre contro il Mantova esordisce dal primo minuto nella posizione di centrocampista arretrato. A fine stagione contribuisce da comprimario alla vittoria del torneo cadetto e all'immediato ritorno dei piemontesi in massima serie.
Il 24 luglio 2007 passa in compartecipazione all'Empoli. Qui gioca la partita d'esordio della squadra toscana nelle competizioni europee, il 20 settembre 2007 al Castellani contro lo Zurigo, per il primo turno di qualificazione della Coppa UEFA 2007-2008: i padroni di casa vinceranno la partita per 2-1, con Piccolo che sarà l'autore del gol che sblocca il punteggio, il primo della storia empolese in Europa. Al termine della stagione, nonostante la retrocessione, l'Empoli riscatterà il cartellino del giocatore, che vi militerà fino all'agosto del 2009. Il 31 dello stesso mese passa in prestito con diritto di riscatto al Chievo.
Il 12 febbraio 2010 si trasferisce, sempre in prestito, sino a giugno, al CFR Cluj. Esordisce con la squadra rumena il 7 marzo 2010, scendendo in campo da titolare nella partita contro l'Oțelul Galați. Con il Cluj conquista campionato e Coppa di Romania, e nel giugno seguente viene riscattato dalla società rumena per 800 000 euro. Con la maglia bordeaux, nel 2011 esordisce in UEFA Champions League, all'Allianz Arena, nel match contro il Bayern Monaco.
Il 1º settembre 2014 si accorda con lo Spezia, dove rimane per il successivo biennio. Nell'estate del 2016 viene acquistato dall'Alessandria, dove darà l'addio al calcio giocato due anni più tardi.

### Nazionale
Ha giocato in tutte le nazionali giovanili italiane, dall'Under-16-15 all'Under-21.

## Statistiche

### Presenze e reti nei club
| Stagione           | Squadra            | Campionato         | Campionato | Campionato | Coppe nazionali | Coppe nazionali | Coppe nazionali | Coppe continentali | Coppe continentali | Coppe continentali | Altre coppe | Altre coppe | Altre coppe | Totale | Totale |
| Stagione           | Squadra            | Comp               | Pres       | Reti       | Comp            | Pres            | Reti            | Comp               | Pres               | Reti               | Comp        | Pres        | Reti        | Pres   | Reti   |
| ------------------ | ------------------ | ------------------ | ---------- | ---------- | --------------- | --------------- | --------------- | ------------------ | ------------------ | ------------------ | ----------- | ----------- | ----------- | ------ | ------ |
| 2001-2002          | Juventus           | A                  | 0          | 0          | CI              | 1               | 0               | UCL                | -                  | -                  | -           | -           | -           | 1      | 0      |
| 2002-2003          | Lucchese           | C1                 | 24+2       | 1          | CI+CI-C         | 1+0             | 0               | -                  | -                  | -                  | -           | -           | -           | 27     | 1      |
| 2003-2004          | Como               | B                  | 35         | 0          | CI              | 0               | 0               | -                  | -                  | -                  | -           | -           | -           | 35     | 0      |
| 2004-2005          | Reggina            | A                  | 8          | 0          | CI              | 2               | 0               | -                  | -                  | -                  | -           | -           | -           | 10     | 0      |
| 2005-2006          | Lazio              | A                  | 2          | 0          | CI              | 0               | 0               | Int                | -                  | -                  | -           | -           | -           | 2      | 0      |
| 2006-2007          | Juventus           | B                  | 7          | 0          | CI              | 0               | 0               | -                  | -                  | -                  | -           | -           | -           | 7      | 0      |
| Totale Juventus    | Totale Juventus    | Totale Juventus    | 7          | 0          |                 | 1               | 0               |                    | 0                  | 0                  |             | -           | -           | 8      | 0      |
| 2007-2008          | Empoli             | A                  | 20         | 0          | CI              | 1               | 0               | CU                 | 2                  | 1                  | -           | -           | -           | 23     | 1      |
| 2008-2009          | Empoli             | B                  | 21         | 0          | CI              | 3               | 0               | -                  | -                  | -                  | -           | -           | -           | 24     | 0      |
| ago. 2009          | Empoli             | B                  | 0          | 0          | CI              | 1               | 0               | -                  | -                  | -                  | -           | -           | -           | 1      | 0      |
| Totale Empoli      | Totale Empoli      | Totale Empoli      | 41         | 0          |                 | 5               | 0               |                    | 2                  | 1                  |             | -           | -           | 48     | 1      |
| 2009-feb. 2010     | Chievo             | A                  | 0          | 0          | CI              | 1               | 0               | -                  | -                  | -                  | -           | -           | -           | 1      | 0      |
| feb.-giu. 2010     | Cluj               | Liga I             | 10         | 0          | CR              | 3               | 0               | UEL                | -                  | -                  | -           | -           | -           | 13     | 0      |
| 2010-2011          | Cluj               | Liga I             | 14         | 0          | CR              | 1               | 0               | UCL                | 3                  | 0                  | SR          | 1           | 0           | 19     | 0      |
| 2011-2012          | Cluj               | Liga I             | 16         | 1          | CR              | 1               | 0               | -                  | -                  | -                  | -           | -           | -           | 17     | 1      |
| 2012-2013          | Cluj               | Liga I             | 23         | 0          | CR              | 5               | 0               | UCL+UEL            | 4+2                | 0                  | -           | -           | -           | 34     | 0      |
| 2013-2014          | Cluj               | Liga I             | 23         | 1          | CR              | 1               | 1               | -                  | -                  | -                  | -           | -           | -           | 24     | 2      |
| Totale Cluj        | Totale Cluj        | Totale Cluj        | 86         | 2          |                 | 11              | 1               |                    | 9                  | 0                  |             | 1           | 0           | 107    | 3      |
| 2014-2015          | Spezia             | B                  | 30+1       | 1          | CI              | -               | -               | -                  | -                  | -                  | -           | -           | -           | 31     | 1      |
| 2015-2016          | Spezia             | B                  | 5          | 0          | CI              | 1               | 1               | -                  | -                  | -                  | -           | -           | -           | 6      | 1      |
| Totale Spezia      | Totale Spezia      | Totale Spezia      | 35+1       | 1          |                 | 1               | 1               |                    | -                  | -                  |             | -           | -           | 37     | 2      |
| 2016-2017          | Alessandria        | LP                 | 32+3       | 1          | CI+CI-LP        | 1+0             | 0               | -                  | -                  | -                  | -           | -           | -           | 36     | 1      |
| 2017-2018          | Alessandria        | C                  | 29+2       | 1          | CI+CI-C         | 0+6             | 0               | -                  | -                  | -                  | -           | -           | -           | 37     | 1      |
| Totale Alessandria | Totale Alessandria | Totale Alessandria | 61+5       | 2          |                 | 7               | 0               |                    | -                  | -                  |             | -           | -           | 73     | 2      |
| Totale carriera    | Totale carriera    | Totale carriera    | 307        | 6          |                 | 29              | 2               |                    | 11                 | 1                  |             | 1           | 0           | 348    | 9      |

## Palmarès

### Club
- Campionato italiano di Serie B: 1

Juventus: 2006-2007
- Campionato rumeno: 2

Cluj: 2009-2010, 2011-2012
- Cupa României: 1

Cluj: 2009-2010
- Supercupa României: 1

Cluj: 2010
- Coppa Italia Serie C: 1

Alessandria: 2017-2018